# Allen Hopkins

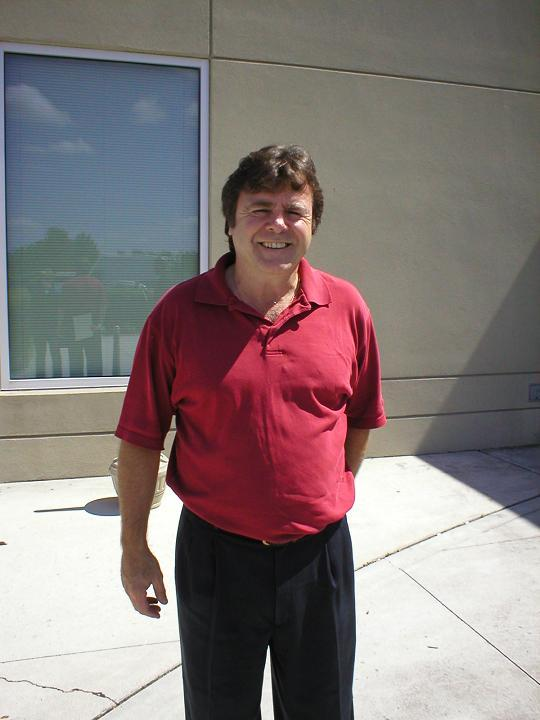

Allen Hopkins (Elizabeth, 18 november 1951) is een Amerikaans professioneel poolbiljarter. Hij won onder meer het US Open Nine-ball Championship van zowel 1977 als 1981 en de International Challenge of Champions in 1993. De Amerikaan is tevens sportverslaggever voor ESPN.
Hopkins werd op zijn zeventiende prof en op 12 juni 2008 opgenomen in de Hall of Fame van het Billiard Congress of America. Hij veroverde titels in verschillende disciplines, zoals 9-ball, 10-ball en straight pool (wat ook 14.1 wordt genoemd).
De Amerikaan heeft een eigen bedrijf genaamd Allen Hopkins Productions dat verschillende takken van pocketbiljarten promoot, zoals het Skins Billiards Championship, het Texas Hold’em Billiards Championship en de $1,000,000 Nine-Ball Shootout.

## Toernooizeges
Belangrijke overwinningen:
- Denver Ten-ball Open (2002)
- International Challenge of Champions (1993)
- Legends of One-pocket (1991, zie One Pocket)
- Japan World Open (1988)
- Meucci World Nine-ball Championship (1987)
- River City Nine-ball Championship (1984)
- US Open Nine-ball Championship (1981)
- Baltimore Ballet Nine-ball Championship (1980)
- PPPA World Nine-ball Championship (1979)
- World Open 14.1 Championship (1977)
- US Open Nine-ball Championship (1977)
- New Jersey State Open (1974)
- Champion of Champions (1973)
- Garden State Open (1973)